# チェラーノ (ノヴァーラ県)
チェラーノ（伊: Cerano）は、イタリア共和国ピエモンテ州ノヴァーラ県にある、人口約6,700人の基礎自治体（コムーネ）。

## 地理

### 位置・広がり
| 隣接するコムーネは以下の通り。括弧内のMIはミラノ県、PVはパヴィーア県所属を示す。 - アッビアテグラッソ (MI) - ボッファローラ・ソプラ・ティチーノ (MI) - カッソルノーヴォ (PV) - マジェンタ (MI) - ロベッコ・スル・ナヴィーリオ (MI) - ソッツァーゴ - トレカーテ |